# خلوق سافاش
خلوق عثمان سافاش (2 مارس 1966 في أضنة - 30 يونيو 2020 في أضنة) كان أكاديميًا تركيًا، وطبيبًا نفسيًا.
هو خبير في الاضطراب ثنائي القطب. لقد عمل محاضرًا في كلية الطب بجامعة غازي عنتاب بين عامي 2000 و2016. لقد فصل من عمله في كلية الطب بجامعة غازي عنتاب قسم الطب النفسي عقب المحاولة الانقلابية في 15 يوليو بموجب المرسوم بقانون رقم 672. تمت تبرئته في محاكمته.
ومع أنه تم تشخيص إصابته بالسرطان أثناء احتجازه، فقد تأخر السفر إلى الخارج لتلقي العلاج من السرطان لأنه لم يحصل على جواز سفر لفترة طويلة مع الحظر الذي فرضته المحكمة على السفر إلى الخارج. لقد تقدمت تركيا إلى الصدارة مع القتال في الخارج للعلاج. سافاش، الذي افتتح قناة باسم قناة KHK TV على منصات التواصل الاجتماعي ويوتيوب، أصبح أحد الأسماء الرمزية في النضال القانوني لأولئك الذين تم فصلهم من واجبه بموجب المرسوم بقانون والذين لم يتم إعادتهم إلى مواقعهم بعد محاكمتهم وبرئتهم.

## الحياة
ولد في أضنة عام 1966. أكمل دراسته الثانوية في ثانوية أضنة الأناضولية عام 1984، وتعليمه العالي في كلية الطب بجامعة مرمرة عام 1991. عمل في مستشفى باكيركوي للأمراض النفسية والعصبية بين عامي 1992-2000. أكمل تدريبه التخصصي في عام 1997 وأصبح متخصصًا في الصحة العقلية والأمراض. في عام 1999 حصل على درجة الماجستير في علم الاجتماع والأنثروبولوجيا من معهد الشرق الأوسط بجامعة مرمرة.
عمل محاضرًا في كلية الطب بجامعة غازي عنتاب من عام 2000 حتى عام 2016. ركزت دراساته على مرض الاضطراب ثنائي القطب. حصل على لقب أستاذ مشارك عام 2003 وأستاذ عام 2008. تولى مهام نائب رئيس الأطباء عام 2004 ورئيس قسم الصحة العقلية والأمراض في الفترة من عام 2005 حتى عام 2011 في كلية الطب بجامعة غازي عنتاب.
في عام 2004، أسس فرع الجمعية التركية للطب النفسي في غازي عنتاب. كما عمل كمنسق لمجموعة دراسة اضطرابات المزاج التابعة لجمعية علم الأدوية النفسية التركية ورئيسًا لتحرير مجلة اضطرابات المزاج المنشورة بين عام 2011 وعام 2014. أصبح في عام 2015 مرشحًا كنائب من غازي عنتاب من قبل حزب الشعب الجمهوري.
وبعد المحاولة الانقلابية في 15 يوليو، تم فصله من عمله في قسم الطب النفسي بكلية الطب بجامعة غازي عنتاب في 1 سبتمبر 2016 بموجب المرسوم بقانون رقم 672، وتم اعتقاله بدعوى «كونه عضوًا في جماعة كولن». وخلال فترة احتجازه التي استمرت 50 يومًا، كان يعاني من القناة الصفراوية وسرطان البنكرياس. تم تشخيص السرطان أثناء وجوده في السجن. وبينما كان في العناية المركزة انتهى اعتقاله. ونتيجة للمحاكمات الجارية، تمت تبرئته من القضية التي حوكم فيها في يناير 2019. أراد سافاش الحصول على جواز سفر لتلقي العلاج التجريبي في الخارج بعد انتكاسة مرضه، جاء سافاش إلى جدول أعمال تركيا من خلال منشور على وسائل التواصل الاجتماعي حيث كان أمامه تسعة أشهر للعيش وتم منعه من السفر إلى الخارج لتلقي العلاج بسبب العقبة التي واجهها في  مكتب السجل المدني.
بعد وقوع الحادث علنًا، وافث مكتب محافظ أضنة على قبول طلب حصول خلوق سافاش على جواز سفر وذكر أنه سيتم احتجازه في نطاق «الحالات الاستثنائية». أصبح سافاش أول شخص يذهب إلى الخارج بعد طرده بموجب المرسوم. لقد عاد من ألمانيا إلى تركيا بعد أسبوعين من العلاج.
في عام 2019، كان رائدًا في إنشاء KHK TV، والذي يتضمن قصص أولئك الذين تم طردهم من قبل KHK (المرسوم بقانون). توفي في 30 يونيو 2020 بسبب السرطان.